# Esbon, Kansas
Esbon là một thành phố thuộc quận Jewell, tiểu bang Kansas, Hoa Kỳ. Năm 2010, dân số của xã này là 99 người.

## Dân số
Dân số các năm:
- Năm 2000: 148 người
- Năm 2010: 99 người